# هوکرد
هوکرد، روستایی از توابع بخش مرکزی شهرستان جیرفت در استان کرمان ایران است.  

## جمعیت
این روستا در دهستان خاتون‌آباد (جیرفت) قرار دارد و براساس سرشماری مرکز آمار ایران در سال ۱۳۸۵، جمعیت آن ۱٬۸۳۳ نفر (۴۲۰خانوار) بوده‌است.ا ین روستادرسال ۱۴۰۰طبق منابع محلی دارای ۹۶۰خانوار میباشد که تقریبا همه آنها اهل همین روستا بوده اند روستا دارای دو مسجد ویک حسینیه میباشد ولی فاقد اماکن ورزشی است  دارای درمانگاه و مرکز بهداشت 
روستا داری دو مدرسه دخترانه و پسرانه می با شد